# Gaymer
Gaymer é um termo amplo usado para se referir ao grupo de pessoas que se identificam como gay, bissexual, lésbica ou transgênero e tem um interesse ativo na comunidade de videogame (tal como os "gamers").

## Origem
Enquanto a origem exata da palavra é desconhecida, o termo "gaymer" foi usado na conversação casual do ato de jogar em fóruns de discussão e salas de bate-papo durante algum tempo como um jeito dos homossexuais distinguir-se de pessoas heterossexuais dentro da comunidade. O termo emergiu para se tornar um "selo" aceito usado por aqueles fora da comunidade sobre o ato de jogar para referir-se a jogadores LGBT de videogame. A palavra ficou mais proeminente em volta do começo do século XXI quando a comunidade gaming em conjunto ficou mais comum e inclusiva. Por causa da aceitação social crescente tanto de gamers como de homossexuais, então mais pessoas começaram a se identificaram como ambos, apesar da concepção errônea comum que ambos os estilos de vida não vão em conjunto.
O próprio termo é uma palavra-valise de "gay" e "gamer", e enquanto pela maior parte usado como um identificador positivo por aqueles dentro do grupo e os seus sustentadores, também pode ser usado em estilo derrogatório, semelhante à sua palavra de raiz.

## Comunidade
Em 2006 uma Universidade de Illinois em um estudo sociológico na urbana Champaign viu um subgrupo de gay gamers conhecido como "gaymers". Entre a crítica ter "perguntas carregadas", o estudo concentrou-se no perfil de um "gaymer" e assuntos que eles têm quanto à percepção deles na comunidade gamer e a visibilidade dos personagens gays em jogos. O autor do estudo observou o nível do preconceito que os gaymers aturam :
"Gay gamers tem a experiência de uma faca de dois gumes de preconceito. A cultura gay dominante e os meios de comunicação não são sustentadores de vidoegame. Então você tem a cultura gamer que não é sustentadora da cultura gay. Portanto você tem essas pessoas encurraladas no meio que fazem que isto dobre o preconceito de dois gumes."